# Seznam československých hráčů v NHL v sezóně 1988/1989
Toto je seznam hráčů Československa a jejich statistiky v sezóně 1988/1989 NHL.
- Stanley Cup v této sezóně získal Jiří Hrdina s týmem Calgary Flames.

| Tým                   | Věk | Hráč            | Post | Počet zápasů | Branky | Asistence | Body | Počet zápasů v play off | Branky v play off | Asistence v play off | Body v play off |
| --------------------- | --- | --------------- | ---- | ------------ | ------ | --------- | ---- | ----------------------- | ----------------- | -------------------- | --------------- |
| New York Islanders    | 22  | David Volek     | F    | 77           | 25     | 34        | 59   | Ne                      |                   |                      |                 |
| Calgary Flames        | 30  | Jiří Hrdina     | F    | 70           | 22     | 32        | 54   | 4                       | 0                 | 0                    | 0               |
| Montreal Canadiens    | 22  | Petr Svoboda    | D    | 71           | 8      | 37        | 45   | 21                      | 1                 | 11                   | 12              |
| Detroit Red Wings     | 24  | Petr Klíma      | F    | 51           | 25     | 16        | 41   | 6                       | 2                 | 4                    | 6               |
| Washington Capitals   | 22  | Michal Pivoňka  | F    | 52           | 8      | 19        | 27   | 6                       | 3                 | 1                    | 4               |
| Edmonton Oilers       | 29  | Miroslav Fryčer | F    | 37           | 12     | 13        | 25   | Ne                      |                   |                      |                 |
| Minnesota North Stars | 24  | František Musil | D    | 55           | 1      | 19        | 20   | 5                       | 1                 | 1                    | 2               |
| Toronto Maple Leafs   | 27  | Rick Lanz       | D    | 32           | 1      | 9         | 10   | Ne                      |                   |                      |                 |
| Los Angeles Kings     | 23  | Petr Prajsler   | D    | 2            | 0      | 3         | 3    | 1                       | 0                 | 0                    | 0               |
| Buffalo Sabres        | 27  | Jan Ludvig      | F    | 13           | 0      | 2         | 2    | Ne                      |                   |                      |                 |
| New York Rangers      | 27  | Miloslav Hořava | D    | 6            | 0      | 1         | 1    | Ne                      |                   |                      |                 |

- F = Útočník
- D = Obránce